# Philemon Kiriago
Philemon Ombogo Kiriago, né le 12 août 2002, est un coureur de fond kényan spécialisé en course en montagne. Il a remporté la Coupe du monde de course en montagne 2023 et Sierre-Zinal 2023 ainsi que deux médailles d'argent individuelles aux championnats du monde de course en montagne et trail.

## Biographie

### Débuts et premiers succès en course en montagne
Philemon Ombogo Kiriago pratique le handball durant sa jeunesse. Il occupe le poste de gardien de but dans l'équipe de son école à Kenyoro. Une blessure lui fait cependant abandonner ce sport et il se met à la course à pied.
Philemon Ombogo Kiriago fait ses débuts en course en montagne lors de la course du mont Kenya 2022 où il rejoint les rangs de l'équipe run2gether. Arrivé en Europe, il confirme son talent pour la discipline en établissant un nouveau record du parcours lors de la Mugelberglauf. Le 26 juin, il domine la course du Monte Faudo et s'impose avec trois minutes d'avance sur son compatriote Hosea Kimeli Kosorio.
Il prend ensuite part à la Coupe du monde de course en montagne où il se retrouve dans l'ombre de son compatriote Patrick Kipngeno, terminant à plusieurs reprises deuxième derrière ce dernier, notamment à la course de montagne du Grossglockner, à la montée du Nid d'Aigle ou encore au Trophée Nasego. Alors que Patrick Kipngeno s'assure de la première place du classement général après le Trophée Nasego, Philemon Ombogo Kiriago continue sa saison en prenant part aux deux courses de Canfranc-Canfranc. Il doit lutter face à l'Irlandais Zak Hanna sur le Vertical et s'incline pour terminer troisième. Il mène ensuite la course du 16K, mais se fait dépasser par le Français Loïc Robert en fin de course et termine deuxième. Grâce à sa solide saison marquée par sept podiums sur huit courses, il termine deuxième du classement général. Il se classe en outre deuxième du classement Classique et troisième du classement Long.
Le 4 novembre, il prend part aux championnats du monde de course en montagne et trail à Chiang Mai au sein d'une équipe kényane réduite. Il effectue une solide course sur l'épreuve de montée, suivant dans un premier temps son compatriote Patrick Kipngeno. Ce dernier s'envole en tête pour remporter le titre. Philemon Ombogo Kiriago parvient à conserver sa position et décroche la médaille d'argent.

### 2023: Victoires à Sierre-Zinal et en Coupe du monde
Le 10 juin 2023, il prend le départ de l'épreuve de montée et descente aux championnats du monde de course en montagne et trail à Innsbruck. Il se retrouve rapidement aux avant-postes aux côtés de l'Allemand Filimon Abraham. Il tire avantage de la montée pour passer en tête avant de se faire doubler dans la première descente. Il passe à nouveau en tête dans la montée de la deuxième boucle mais voit ensuite l'Ougandais Leonard Chemutai revenir sur ses talons. Les deux hommes se livrent à un duel serré dans la dernière descente, finalement à l'avantage de l'Ougandais. Philemon Ombogo Kiriago s'offre la médaille d'argent individuelle ainsi que l'or par équipes avec Patrick Kipngeno et Josphat Kiprotich.
Le 22 juillet, il domine le Fletta Trail pour remporter sa première victoire en Coupe du monde de course en montagne. Il s'impose en 1 h 24 min 22 s, établissant un nouveau record du parcours. La semaine suivante, il assure la deuxième place à la montée du Nid d'Aigle derrière Patrick Kipngeno. 
Le 12 août, il s'élance au départ de Sierre-Zinal et court derrière les deux favoris Rémi Bonnet et Patrick Kipngeno. Tandis que Rémi Bonnet jette l'éponge, son compatriote tente de creuser l'écart en tête. Philemon Kiriago continue sur son rythme et parvient à rattraper Patrick Kipngeno dans la descente finale. Il le double pour s'offrir la victoire.
Le 3 septembre, il voit l'Américain Christian Allen prendre le premier les commandes du Trophée Nasego. Il ne se laisse pas impressionner et le double pour s'offrir la victoire.
Lors de la finale de la Coupe du monde à Puerto de Las Nieves, il s'élance en favori sur l'épreuve Sky Gran Canaria AA21. Talonné par son compatriote Patrick Kipngeno, il parvient à se défaire de ce dernier dans les derniers kilomètres. Il s'adjuge la victoire de la course et remporte le classement général pour cinq points d'avance devant Patrick Kipngeno. Ses deux victoires dans la catégorie classique lui offrent la victoire de catégorie, de même que dans le classement long.
Il prend part à la finale de la Golden Trail World Series à Spotorno. Il réalise de solides courses et parvient à terminer deuxième du prologue ainsi que de la finale derrière Elhousine Elazzaoui. Ces bons résultats lui permettent d'assurer la troisième place du classement général devant le Marocain.

## Palmarès
| no  | masculin           | Course                                                           | Longueur | Départ             | Temps           |
| --- | ------------------ | ---------------------------------------------------------------- | -------- | ------------------ | --------------- |
| 1re | Médaille d'or      | Course du Monte Faudo                                            | 24,9 km  | 26 juin 2022       | 1 h 35 min 53 s |
| 2e  | Médaille d'argent  | Course de montagne du Grossglockner                              | 13,4 km  | 10 juillet 2022    | 1 h 10 min 3 s  |
| 2e  | Médaille d'argent  | Montée du Nid d'Aigle                                            | 19,5 km  | 16 juillet 2022    | 1 h 45 min 3 s  |
| 2e  | Médaille d'argent  | Giir di Mont Uphill                                              | 9 km     | 30 juillet 2022    | 46 min 58 s     |
| 2e  | Médaille d'argent  | PizTri Vertical                                                  | 3,52 km  | 6 août 2022        | 34 min 5 s      |
| 1re | Médaille d'or      | Fletta Trail                                                     | 21 km    | 7 août 2022        | 1 h 26 min 31 s |
| 5e  | 5e                 | Sierre-Zinal                                                     | 31 km    | 13 août 2022       | 2 h 30 min 47 s |
| 1re | Médaille d'or      | Course de montagne du Kitzbüheler Horn                           | 12,9 km  | 28 août 2022       | 1 h 0 min 15 s  |
| 2e  | Médaille de bronze | Vertical Nasego                                                  | 4,2 km   | 3 septembre 2022   | 35 min 1 s      |
| 2e  | Médaille d'argent  | Trophée Nasego                                                   | 20,6 km  | 4 septembre 2022   | 1 h 31 min 41 s |
| 3e  | Médaille de bronze | Canfranc-Canfranc Vertical                                       | 4,4 km   | 9 septembre 2022   | 35 min 7 s      |
| 2e  | Médaille d'argent  | Canfranc-Canfranc 16K                                            | 16 km    | 11 septembre 2022  | 1 h 43 min 53 s |
| 2e  | Médaille d'argent  | Championnats du monde de course en montagne - Montée             | 8,5 km   | 4 novembre 2022    | 48 min 24 s     |
| 7e  | 7e                 | Championnats du monde de course en montagne - Montée             | 7,1 km   | 7 juin 2023        | 42 min 54 s     |
| 2e  | Médaille d'argent  | Championnats du monde de course en montagne - Montée et descente | 15,0 km  | 10 juin 2023       | 56 min 22 s     |
| 2e  | Médaille d'argent  | Course de montagne du Grossglockner                              | 13,4 km  | 9 juillet 2023     | 1 h 11 min 17 s |
| 2e  | Médaille d'argent  | Piz Tri Vertical                                                 | 3,5 km   | 15 juillet 2023    | 34 min 4 s      |
| 1re | Médaille d'or      | Fletta Trail                                                     | 21 km    | 16 juillet 2023    | 1 h 24 min 22 s |
| 2e  | Médaille d'argent  | Montée du Nid d'Aigle                                            | 19,5 km  | 22 juillet 2023    | 1 h 48 min 47 s |
| 1re | Médaille d'or      | Thyon-Dixence                                                    | 16,35 km | 6 août 2023        | 1 h 9 min 11 s  |
| 1re | Médaille d'or      | Sierre-Zinal                                                     | 31 km    | 12 août 2023       | 2 h 27 min 27 s |
| 1re | Médaille d'or      | Trophée Nasego                                                   | 20,6 km  | 3 septembre 2023   | 1 h 31 min 0 s  |
| 1re | Médaille d'or      | Sky Gran Canaria AA21                                            | 22 km    | 15 octobre 2023    | 1 h 13 min 54 s |
| 2e  | Médaille d'argent  | Il Golfo dell'Isola Trail - Prologue                             | 8,7 km   | 20 octobre 2023    | 34 min 41 s     |
| 2e  | Médaille d'argent  | Il Golfo dell'Isola Trail - Finale                               | 26 km    | 22 octobre 2023    | 1 h 56 min 30 s |
| 3e  | Médaille de bronze | Broken Arrow Skyrace 23K                                         | 21,75 km | 23 juin 2024       | 1 h 50 min 23 s |
| 2e  | Médaille d'argent  | Montemuro Vertical Run                                           | 10,2 km  | 14 juillet 2024    | 53 min 28 s     |
| 2e  | Médaille d'argent  | Thyon-Dixence                                                    | 16,35 km | 4 août 2024        | 1 h 10 min 9 s  |
| 2e  | Médaille d'argent  | Sierre-Zinal                                                     | 31 km    | 10 août 2024       | 2 h 25 min 36 s |
| 2e  | Médaille d'argent  | Trophée Nasego                                                   | 20,6 km  | 1er septembre 2024 | 1 h 33 min 59 s |
| 2e  | Médaille d'argent  | Headlands 27K                                                    | 27 km    | 15 septembre 2024  | 1 h 55 min 29 s |
| 3e  | Médaille de bronze | Mammoth 26K                                                      | 26 km    | 22 septembre 2024  | 1 h 52 min 30 s |
| 2e  | Médaille d'argent  | Kobe Trail                                                       | 21,3 km  | 19 avril 2025      | 2 h 31 min 53 s |
| 2e  | Médaille d'argent  | Jinshanling Great Wall Trail Race                                | 24,2 km  | 26 avril 2025      | 2 h 13 min 48 s |
| 1re | Médaille d'or      | Golfo dell'Isola Trail                                           | 26 km    | 17 mai 2025        | 2 h 1 min 47 s  |
| 2e  | Médaille d'argent  | Vertical Nasego                                                  | 4,2 km   | 24 mai 2025        | 34 min 50 s     |
| 1re | Médaille d'or      | Trophée Nasego                                                   | 20,6 km  | 25 mai 2025        | 1 h 31 min 42 s |
| 2e  | Médaille d'argent  | Broken Arrow Skyrace 23K                                         | 22,9 km  | 22 juin 2025       | 1 h 43 min 57 s |
| 3e  | Médaille de bronze | Tepec Trail                                                      | 34 km    | 29 juin 2025       | 3 h 0 min 23 s  |
| 2e  | Médaille d'argent  | Vauban Mountain Trail                                            | 13,9 km  | 20 juillet 2025    | 1 h 5 min 21 s  |
| 2e  | Médaille d'argent  | Giir di Mont Uphill                                              | 9 km     | 26 juillet 2025    | 40 min 7 s      |
| 1re | Médaille d'or      | Thyon-Dixence                                                    | 15,7 km  | 3 août 2025        | 56 min 58 s     |
| 1re | Médaille d'or      | Sierre-Zinal                                                     | 31 km    | 9 août 2025        | 2 h 28 min 45 s |

## Records
| Épreuve       | Performance    | Date         | Lieu    |
| ------------- | -------------- | ------------ | ------- |
| Semi-marathon | 1 h 6 min 31 s | 18 juin 2022 | Gmunden |